# Первое Степаново
Пе́рвое Степа́ново (чув. Ямаш) — село в Цивильском районе Чувашской Республики России. Административный центр Первостепановского сельского поселения.

## География
Находится в северной части Чувашии на расстоянии приблизительно 12 км на юг-юго-восток по прямой от районного центра города Цивильска.

## История
Известно с 1719 года как деревня с 46 дворами. В 1747 году было учтено 170 мужчин, в 1795 году — 65 дворов, 391 житель, 1897 году (Шанды-Кардыши) — 334 жителя, 1926 году — 78 дворов, 359 жителей, 1939 году — 399 жителей, 1979 году — 268 жителей. В 2002 году — 78 дворов, 2010 году — 69 домохозяйств.
В период коллективизации был организован колхоз «Союз», в 2010 году работали КФХ «Простор», ООО «АгроТоргСервис». Действующий храм Святого Гурия (1901-40, с 1944).

## Население
Постоянное население составляло 216 человек (чуваши 99 %) в 2002 году, 210 в 2010 году.

## Известные уроженцы
- Громова, Федосья Даниловна (1912 - ?). Народная мастерица, ткачиха. В 1980 - 1990 годах активная участница и лауреат республиканских выставок-конкурсов народного искусства. Ее изделия находятся в фондах одного из музеев Чувашии. Ветеран труда.